# Brad Kern
Brad Kern é um produtor de televisão estadunidense mais conhecido por seu trabalho como produtor executivo sa série Charmed, de 1998 a 2006.
Seus trabalhos anteriores incluem os seriados Lois and Clark: The New Adventures of Superman (Lois e Clark: As novas aventuras do Superman) e The Adventures of Brisco County, Jr., entre outros.